# Vittorio Merloni
 (juin 2016).
Si vous disposez d'ouvrages ou d'articles de référence ou si vous connaissez des sites web de qualité traitant du thème abordé ici, merci de compléter l'article en donnant les références utiles à sa vérifiabilité et en les liant à la section « Notes et références ».
Vittorio Merloni (né le 30 avril 1933 à Fabriano, dans la province d'Ancône, dans les Marches et mort le 18 juin 2016 dans la même ville) est un industriel et chef d’entreprise italien. Fils d’Aristide Merloni, fondateur d’ « Industrie Merloni », devenue Merloni Elettrodomestici S.p.A., il est président directeur général honoraire du groupe Indesit, dont son fils Andrea est le président directeur général, et de Fineldo, la holding familiale qui contrôle le groupe Indesit et les intérêts de l'ensemble du Groupe, présidée par sa fille Antonella..

## Biographie
Vittorio Merloni est diplômé en économie et commerce de l'(université de Pérouse). Il est marié à Franca Carloni avec qui il a eu quatre enfants : Maria Paola, Andrea, Antonella et Aristide.
Sa carrière d’entrepreneur débute en 1960 au sein des affaires familiales. En 1975, il fonde Merloni Elettrodomestici S.P.A., rebaptisée Indesit Company en 2005, dont il devient le président-directeur général, conservant le poste sans discontinuer jusqu'au 29 avril 2010, date à laquelle, gravement malade, il laisse la présidence à son fils Andrea pour devenir président-directeur général honoraire.
Le Groupe, coté  à la Bourse de Milan depuis 1987, fabrique et commercialise un vaste éventail d’appareils électroménagers blancs : lave-linges, sèche-linges, machines à laver sèchantes, lave-vaisselles, réfrigérateurs, congélateurs, cuisinières, hottes, fours et tables de cuisson.
En 1980, il devient président de la Confindustria (Fédération des patrons italiens, équivalent du Medef en France), poste qu’il occupe pendant quatre ans. En 1984, il est fait « chevalier du travail », et est élu président de Centromarca, une association fédérant et représentant les marques italiennes. Il exerce la fonction jusqu'en 1988.
En 2001, il prend la présidence pour quatre ans d’Assonine, une association de « Public limited Companies ». La même année, l’École polytechnique de Milan lui décerne le titre de docteur honoraire en ingénierie du management.
Depuis, il a reçu de nombreux prix et fait l’objet de reconnaissances diverses : en 2003, deux ans après la prise de contrôle de la marque britannique Hotpoint par le groupe Indesit, il est fait « Commander of the Order of the British Empire ».
En 2004, il reçoit le Leonardo Award pour sa contribution internationale et en 2005, il reçoit le GEI (Gruppo Esponenti Italiani) Award à New York, en remerciement et reconnaissance de son travail dans le domaine du commerce et de l’industrie qui a contribué notablement à l’amélioration de l’image de l’Italie à l’étranger.
Il décède le 18 juin 2016 à Fabriano, sa ville natale, à l'âge de 83 ans, des suites d'une maladie incurable.